# Cheerleading
Cheerleading [čírlíding] (česky roztleskávání, anglicky cheer a leading = povzbuzování a vedení) je sportovní odvětví, které je od roku 2021 uznané Mezinárodním olympijským výborem jako olympijský sport. Původně vznikl jako skupinové povzbuzování se složitou choreografií.
V cheerleadingu se používají různé prvky: pohyby rukou, skoky, výkopy, akrobacie, pokřiky, stunty a pyramidy, velmi důležitá je proto taneční, gymnastická či jiná pohybová průprava. Cheerleadingu se mohou věnovat děti již odmala, soutěžně pak od šesti let.

## Historie
Za počátek cheerleadingu se považuje rok 1880, kdy na fotbalovém utkání v americkém Princetonu byl zaznamenán první organizovaný pokřik, který byl tehdy ještě veden muži. Byl dlouho mužskou záležitostí, ženy začaly do něj pronikat až po 2. světové válce. Z USA se rozšířil po celém světě.
V České republice začaly vznikat první týmy na počátku devadesátých let 20. století, především jako součást týmů amerického fotbalu. Dnes již u nás působí několik desítek týmů u různých sportů (fotbal, lední hokej, basketbal, florbal apod.) či pouze jako samostatné týmy vystupující na nejrůznějších společenských, kulturních i sportovních akcích.

## Sportovní cheerleading
Do cheerleadingu patří nejen klasické roztleskávání na zápasech, ale i tzv. sportovní cheerleading. Ten zahrnuje stunty, pyramidy, výhozy a akrobacii. Patří do něj také choreografie a skoky. Mezi sportovními cheerleaders nalezneme také často i chlapce. Většina týmů v ČR se věnuje výhradně tomuto stylu cheerleadingu ale můžete také najít cheerleaders na rlůných fotbalových a hokejových utkáních, kde se věnují jiné, jednodušší formě cheerleadingu.

## Prvky cheerleadingu

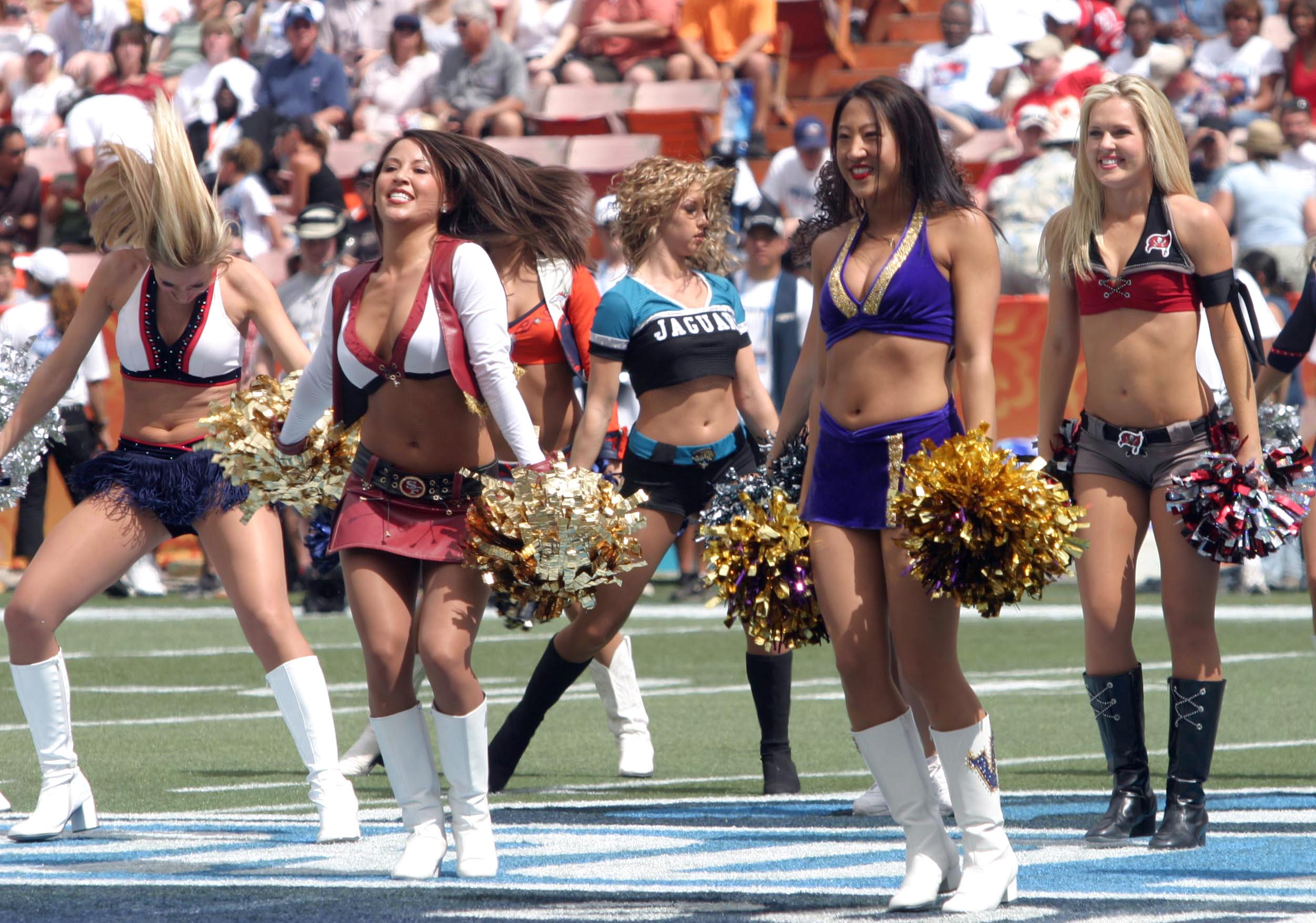
Roztleskávačky během utkání hvězd Pro Bowl 2006; každá dívka zastupuje jeden tým

### Stunty
Stunt je akrobatický prvek, kde jeden nebo více lidí zvedá či vyhazuje dalšího člověka do vzduchu, stunty  jsou základními prvky pyramid.
Jeden stunt tvoří tzv. top (anglicky flyer) – osoba, obvykle dívka, která je zvedána a vyhazována ostatním/i členem/y; base (čti anglicky :bejs:) – osoba, která vyhazuje, nebo zvedá topa, v jednom stuntu je možné mít jednoho a více base.
Rozlišuje se:
Group stunt: jedná se o stunt složený ze 4 až 5 lidí, jsou dva basové a jeden nebo dva spotteři. Tyto stunty se používají převážně v dívčích (Allgirl) týmech.
Double partner stunt: tento stunt se skládá ze 3 lidí, přičemž dva jsou basové a jeden top.
Partner stunt: jedná se o 2 lidi, kteří se stuntu účastní, většinou se jedná o dívku (topa) a muže (base).

### Pyramidy
Pyramidy vznikají spojením více stuntů dohromady a jejich různým propojením.

### Basket tossy
Basket tossy jsou také známé jako "výhozy". Baseové vyhodí topa, který ve vzduchu zpravidla udělá nějakou pozici, či akrobatický prvek.

### Skoky
Vznikly převzetím skoků z gymnastiky. U všech skoků se hledí na techniku provedení a výšku skoku. Skoků a jejich kombinací existuje mnoho, mezi základní patří tzv. toe-touch, herkie, side/front hurdler a pike.

### Akrobacie
Akrobatické prvky jsou vidět především v soutěžních vystoupeních, protože na jejich provádění je obvykle zapotřebí speciální povrch z bezpečnostních důvodů. Obvykle se do choreografií zahrnuje tzv. standing tumbling a running tumbling, tedy ze stoje či s rozběhem. Jednotlivé prvky jsou dále spojovány se skoky a za sebe do akrobatických řad. Typicky se zařazují hvězdy, rondáty, fliky, salta apod.

### Tanec
Tanec má v cheerleadingu podobu tzv. cheer dance neboli Performance cheer, který sestává ze speciálních cheerleadingových pohybů. Může též jít o tanec různých stylů, kde největší vliv mají disco dance, show dance, street dance a baletní prvky (např. upravené piruety, výkopy atd.). Nejčastěji se tyto dva typy tance v choreografiích mísí, přičemž v cheer kategoriích na soutěžích převládá cheer tanec, kdežto v dance kategoriích jiné styly. Pro tanec v cheerleadingu jsou typické tzv. pompomy (někdy též pompony či zkráceně pomy), které jsou vyráběny z tenkých plastových proužků různé šířky, barvy a třpytivosti s rukojetí.
Mezi divize, ve kterých se soutěžípatří: Freestyle pom, Jazz, Hip hop.

### Pokřiky
Pokřiky jsou rozšířené především v anglicky mluvících zemích. Angličtina poskytuje pro pokřiky nejlepší jazykové prostředky,[zdroj?] České cheerleaders proto většinou tvoří své pokřiky v angličtině. Pokřiků jsou obecně dva druhy – krátké pokřiky (chants či sidelines) a dlouhé pokřiky (cheers). Krátké pokřiky jsou tvořeny zpravidla jedním až třemi verši a třikrát se opakují.

### Spirit

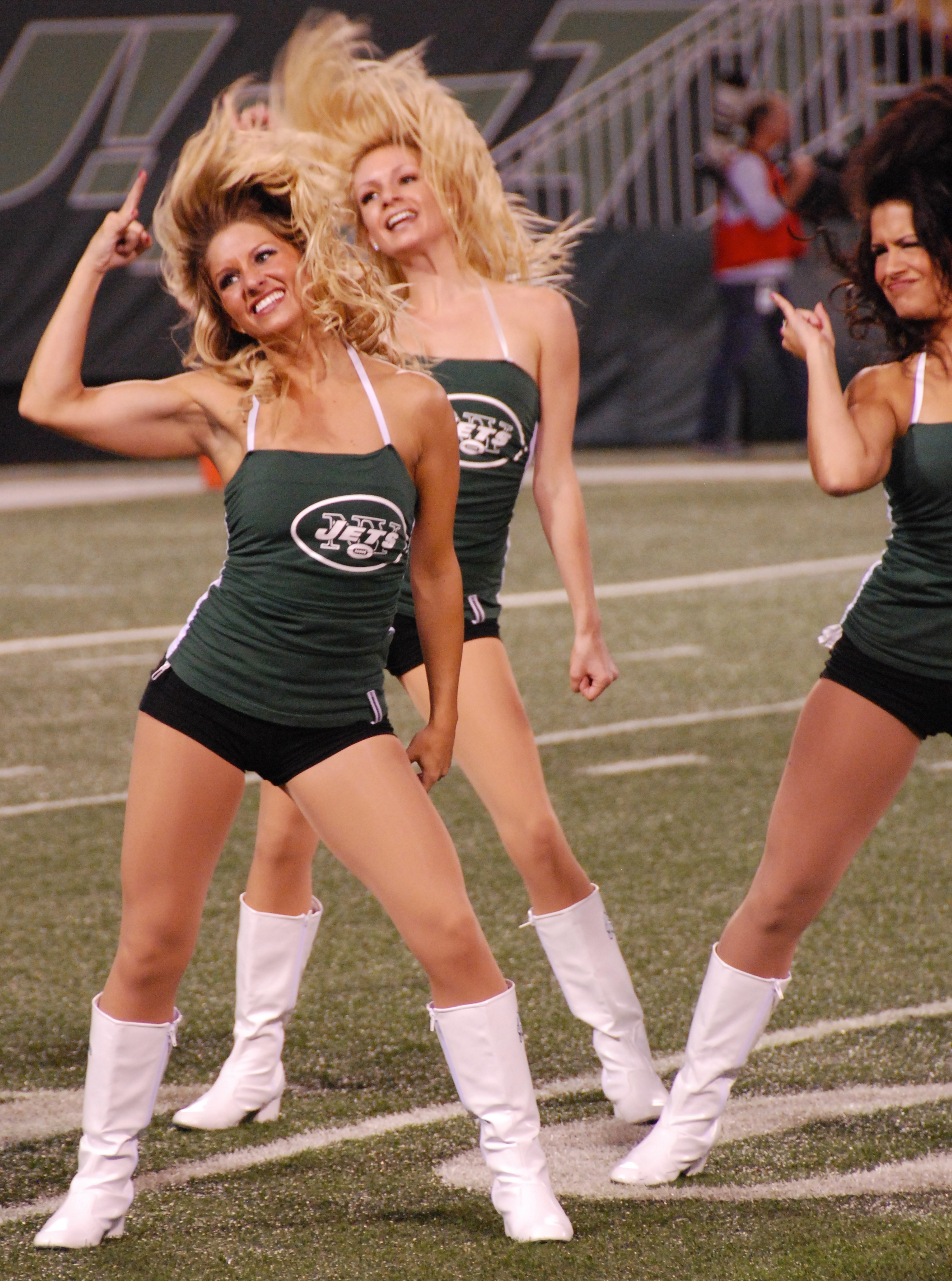
Roztleskávačky týmu New York Jets

Anglickým termínem spirit se označuje velmi významná součást cheerleadingu. Přeloženo do češtiny znamená toto slovo něco jako týmový duch, nadšení, zápal, sebevědomí a radost dohromady. Vyjadřuje důraz na týmovou spolupráci, souhru, toleranci v rámci týmu i k ostatním cheerleaders a jiným lidem, vyzývá cheerleaders k vzájemnému povzbuzování a k radosti z cheerleadingu. 

## Cheerleading v Česku
Česká asociace cheerleaders (ČACH, Czech CheernAssociation) je občanské sdružení fungující od roku 2001, které sdružuje týmy cheerleaders na území České republiky. V roce 2020 je členem asociace 31 týmů (např. JNS, Eagles, Fighters cheerleaders...), v nichž působí přes 2000 cheerleaders různého věku.
Team Czech Republic j je výběr nejlepších cheerleaders z celé České republiky a zřizovatelem je Česká asociace cheerleaders (dále jen „ČACH”). Základní úlohou tohoto týmu je podpora rozvoje cheerleadingu, jako zatím stále se vyvíjejícího sportu.
Reprezentační tým pravidelně jezdí reprezentovat Českou republiku na mezinárodní soutěže, jezdí školit ostatní české týmy, exhibičně vystupuje na českých soutěžích a na různých kulturních, sportovních či charitativních akcích.
Členové národního týmu udávají směr ostatním cheerleaders, nejen svými úspěchy ale i svým chováním mezi sebou a k ostatním cheerleaders. Reprezentační tým je ideální formou prezentace daného partnera, neboť jsou vzorem pro ostatní a jejich záběr je nejen po celé České republice ale i v zahraničí. Neodlučitelným úkolem české reprezentace je motivovat další mladé sportovce k pozitivnímu vztahu k tomuto sportu.
Reprezentační tým seniorských cheerleaders se světového šampionátu účastní do roku od roku 2016 a bez zaváhání obsazuje finálovou desítku.
Reprezentační tým juniorských cheerleaders je složka sportovců do 17 let, která má za cíl účast na oficiálním ICU mistrovství světa junior Worlds.
Masters – tým proškolených instruktorů, který má za cíl školit nové ale i stávající týmy a předávat zkušenosti a rozvíjet tak cheerleading. Masters exhibičně vystoupují či organizují exhibiční vystoupení na soutěžích pořádaných ČACH. Instruktoři Masters se účastní různých školících akcí (např. Summer cheer camp, Tumble camp, UCA camp, Stunt camp atd.), školení nových týmů či sjednaných tréninků pro stávající týmy.

### Soutěže

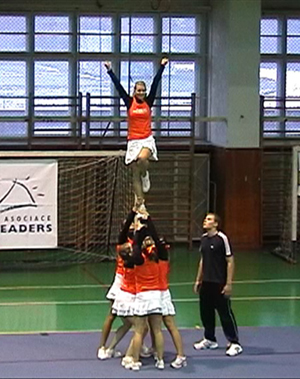
Stunt liberty – Tigers Cheerleaders Brno na Spirit Cheer Cupu 2008

Soutěží se nejčastěji ve skupinových choreografiích o různém počtu soutěžících, a to Cheer (obvykle zahrnuje všechny prvky cheerledingu) a Performance Cheer (pouze tanec), dále pak v čistě stuntových kategoriích – Groupstunt a Partnerstunt a individuálních kategoriích. Každá kategorie bývá vyhlašována pro věkové skupiny peewees, youth, junior a senior; v rámci kategorií junior a senior je ještě rozdělena na tzv. Allgirl (pouze dívky) a Coed (chlapci a dívky).
Nejprestižnějšími kategoriemi jsou Senior Allgirl Cheer a Senior Coed Cheer, v nichž může obvykle soutěžit až 25 účastníků. Soutěžní vystoupení v těchto kategoriích trvá obvykle 2,15 minut, kdy na hudbu tým předvede stunty, pyramidy, skoky, tanec, akrobacii (gymnastické prvky) a dále předvede pokřik, který musí mít také určitou délku.Soutěžní vystoupení se zpravidla začíná trénovat již několik měsíců před soutěží.
V České republice je každoročně pořádáno několik soutěží. Nejznámější je Mistrovství republiky v cheerleadingu (v květnu či červnu) a otevřené soutěže v prosinci, březnu a červnu, dále se během roku uskutečňuje i několik klubových soutěží. Mistrovství Evropy je pořádané zpravidla na přelomu června a července, Mistrovství světa potom v dubnu.